# Joshua Lay
Joshua Lay (* 1. April 2000 in Northampton) ist ein britischer Leichtathlet, der sich auf den Mittelstreckenlauf spezialisiert hat.

## Sportliche Laufbahn
Erste Erfahrungen bei internationalen Meisterschaften sammelte Joshua Lay im Jahr 2017, als er bei den Commonwealth Youth Games in Nassau in 3:49,35 min die Silbermedaille im 1500-Meter-Lauf gewann. 2019 gewann er bei den U20-Europameisterschaften in Borås mit 3:56,20 min die Bronzemedaille und 2021 belegte er bei den U23-Europameisterschaften in Tallinn in 3:41,29 min den achten Platz. Bei den Crosslauf-Europameisterschaften 2023 in Brüssel mit der Mixed-Staffel in 19:48 min gemeinsam mit Bethan Morley, Adam Fogg und Khahisa Mhlanga die Bronzemedaille hinter den Teams aus Frankreich und den Niederlanden. Im Jahr darauf gewann er bei den Crosslauf-EM in Antalya in 18:02 min erneut die Silbermedaille hinter den Teams aus Italien und Frankreich, diesmal gemeinsam mit Maddie Deadman, Elise Thorner und Tyler Bilyard.

## Persönliche Bestzeiten
- 800 Meter: 1:45,99 min, 10. Juni 2021 in Espoo
- 1500 Meter: 3:36,92 min, 15. September 2020 in Bellinzona
- Meile: 3:56,31 min, 13. Juli 2021 in Gateshead